# Liste der „Art of Fiction“-Interviews des Paris Review
Diese Liste der „Art of Fiction“-Interviews des Paris Review verzeichnet die Interviews mit zeitgenössischen Autoren – etablierten Künstlern wie „Newcomern“ des Literaturbetriebs –, die die amerikanische Literaturzeitschrift The Paris Review seit ihrer Gründung im Frühjahr 1953 in jeder Ausgabe veröffentlichte.
Die Serie begann mit Interviews zur erzählenden Literatur (The Art of Fiction), erster Interviewpartner war der Romancier E. M. Forster. Zwischen 1953 und 2018 wurden in dieser Rubrik insgesamt 247 Autorinnen und Autoren interviewt. (Stand: Herbst 2018)
1959 wurde mit T. S. Eliot erstmals ein Lyriker interviewt. In der damit etablierten neuen Reihe The Art of Poetry (Die Kunst der Lyrik) wurden bis 2018 102 Interviews veröffentlicht. 1965 begann mit dem Interview Lillian Hellmans die Reihe The Art of Theater (Die Kunst des Dramas), weitergeführt mit 17 Interviews. (Stand: Herbst 2018)
Gelegentlich wurden zusätzlich andere Kategorien geöffnet, die sporadisch weitergeführt wurden: 1969: The Art of the Essay (Die Kunst des Essays); 1983: The Art of Publishing (Die Kunst des Verlegens); 1984: The Art of Translation (Die Kunst des Übersetzens); 1985: The Art of Biography (Die Kunst der Biografie); 1991: The Art of Criticism (Die Kunst der Kritik); 1994: The Art of Editing (Die Kunst der Redaktion); 1995: The Art of Humor (Die Kunst des Humors); 1996: The Art of Screenwriting (Die Kunst des Drehbuchs); 1997: The Art of the Musical (Die Kunst des Musicals); 1999: The Art of the Diary (Die Kunst des Tagebuchs); 2000: The Art of Journalism (Die Kunst des Journalismus); 2006: The Art of Nonfiction (Die Kunst des Sachbuchs); 2009: The Art of Memoir (Die Kunst der Memoiren); 2010: The Art of Comics (Die Kunst des Comics); 2018: The Art of Documentary (Die Kunst der Dokumentation).
Eine Ausnahme war die Wiedergabe von ebenfalls mit den „Interviews“ archivierten theoretischen Texten John Steinbecks in den Ausgaben 48/1969 und 63/1975, die Eigen-Darstellung seiner poetologischen Positionen ist nicht Ergebnis eines Interviews, sondern eine redaktionelle Zusammenstellung aus verschiedenen, teilweise postum veröffentlichten Schriften. Steinbeck ist damit einer der wenigen Autoren, die gleich in zwei Ausgaben des Magazins vertreten sind, vier weitere amerikanische Autoren wurden im Abstand von jeweils mehreren Jahrzehnten zweimal interviewt: Irwin Shaw (Ausgaben 4/1953 und 75/1979), William Styron (5/1954 und 151/1999), Norman Mailer (31/1964 und 181/2007) und Arthur Miller (38/1966 und 152/1999).

## Listen der „Art of Fiction“-Interviews
Anmerkung (Stand 2018)
Die Nummerierung der Reihe The Art of Fiction folgt – wie jene aller anderen Interview-Kategorien dieser Liste – der Originalnummerierung der Interviews im Online-Archiv des Paris Review. Allerdings zählt dieses Archiv für die Interviews zur Kunst des Erzählens nicht konsistent fortlaufend:
Nummer 22 (Sommer 1958) ist doppelt vorhanden (Herbst-Winter 1958); auf Nummer 53 (Herbst 1975) folgt 59 (Winter 1975); auf Nummer 73 (Frühjahr 1979) folgt 64 (Herbst 1979); auf Nummer 71 (Herbst 1982) folgt 62 (Winter 1982); dies wurde korrigiert, auf die laufende Nummer 63 (Winter 1982) folgt 74 (Frühjahr 1983). Die älteren Zählfehler blieben also erhalten, seit 1983 wurden die Interviews auch dieser Rubrik ohne weitere Zählfehler weitergeführt.
Im Ergebnis haben damit bis 1983 zur Art of Fiction 5 Interviews mehr stattgefunden, als das Archiv nummeriert; das Interview mit Heinrich Böll (Frühjahr 1983) war also nicht das 74., sondern das 80. der Rubrik zur Erzählkunst; entsprechend war das Interview mit Penelope Lively (Herbst 2018) nicht das 241., sondern das 247. in dieser Kategorie. Die anderen Kategorien der Interviews sind nicht betroffen.
| Ausgabe                    | Künstler                               | Kategorie                           |
| -------------------------- | -------------------------------------- | ----------------------------------- |
| 1 – Frühjahr 1953          | E. M. Forster                          | The Art of Fiction 1                |
| 2 – Sommer 1953            | François Mauriac                       | The Art of Fiction 2                |
| 3 – Herbst 1953            | Graham Greene                          | The Art of Fiction 3                |
| 4 – Winter 1953            | Irwin Shaw                             | The Art of Fiction 4                |
| 5 – Frühjahr 1954          | William Styron                         | The Art of Fiction 5                |
| 6 – Sommer 1954            | Alberto Moravia                        | The Art of Fiction 6                |
| 7 – Herbst-Winter 1954     | Joyce Cary                             | The Art of Fiction 7                |
| 8 – Frühjahr 1955          | Ralph Ellison                          | The Art of Fiction 8                |
| 9 – Sommer 1955            | Georges Simenon                        | The Art of Fiction 9                |
| 10 – Herbst 1955           | James Thurber                          | The Art of Fiction 10               |
| 11 – Winter 1955           | Nelson Algren                          | The Art of Fiction 11               |
| 12 – Frühjahr 1956         | William Faulkner                       | The Art of Fiction 12               |
| 13 – Sommer 1956           | Dorothy Parker                         | The Art of Fiction 13               |
| 14 – Herbst 1956           | Karen Blixen (Isak Dinesen)            | The Art of Fiction 14               |
| 14 – Herbst 1956           | Françoise Sagan                        | The Art of Fiction 15               |
| 15 – Winter 1956           | Thornton Wilder                        | The Art of Fiction 16               |
| 16 – Frühjahr-Sommer 1957  | Truman Capote                          | The Art of Fiction 17               |
| 17 – Herbst-Winter 1957    | Frank O’Connor                         | The Art of Fiction 19               |
| 17 – Herbst-Winter 1957    | Angus Wilson                           | The Art of Fiction 20               |
| 18 – Frühjahr 1958         | Ernest Hemingway                       | The Art of Fiction 21               |
| 19 – Sommer 1958           | Henry Green                            | The Art of Fiction 22               |
| 20 – Herbst-Winter 1958    | James Jones                            | The Art of Fiction 22               |
| 21 – Frühjahr-Sommer 1959  | T. S. Eliot                            | The Art of Poetry 1                 |
| 22 – Herbst-Winter 1959    | Lawrence Durrell                       | The Art of Fiction 23               |
| 23 – Frühjahr 1960         | Aldous Huxley                          | The Art of Fiction 24               |
| 24 – Sommer-Herbst 1960    | Boris Pasternak                        | The Art of Fiction 25               |
| 24 – Sommer-Herbst 1960    | Robert Frost                           | The Art of Poetry 2                 |
| 25 – Winter-Frühjahr 1961  | Robert Lowell                          | The Art of Poetry 3                 |
| 26 – Sommer-Herbst 1961    | Marianne Moore                         | The Art of Poetry 4                 |
| 26 – Sommer-Herbst 1961    | Ilja Grigorjewitsch Ehrenburg          | The Art of Fiction 26               |
| 27 – Winter-Frühjahr 1962  | Mary McCarthy                          | The Art of Fiction 27               |
| 28 – Sommer-Herbst 1962    | Henry Miller                           | The Art of Fiction 28               |
| 28 – Sommer-Herbst 1962    | Ezra Pound                             | The Art of Poetry 5                 |
| 29 – Winter-Frühjahr 1963  | Katherine Anne Porter                  | The Art of Fiction 29               |
| 30 – Sommer-Herbst 1963    | Evelyn Waugh                           | The Art of Fiction 30               |
| 30 – Sommer-Herbst 1963    | S. J. Perelman                         | The Art of Fiction 31               |
| 31 – Winter-Frühjahr 1964  | Norman Mailer                          | The Art of Fiction 32               |
| 31 – Winter-Frühjahr 1964  | Louis-Ferdinand Céline                 | The Art of Fiction 33               |
| 32 – Sommer-Herbst 1964    | Jean Cocteau                           | The Art of Fiction 34               |
| 32 – Sommer-Herbst 1964    | William Carlos Williams                | The Art of Poetry 6                 |
| 33 – Winter-Frühjahr 1965  | Lillian Hellman                        | The Art of Theater 1                |
| 34 – Frühjahr-Sommer 1965  | Simone de Beauvoir                     | The Art of Fiction 35               |
| 34 – Frühjahr-Sommer 1965  | Jewgeni Alexandrowitsch Jewtuschenko   | The Art of Poetry 7                 |
| 35 – Herbst 1965           | William S. Burroughs                   | The Art of Fiction 36               |
| 36 – Winter 1966           | Saul Bellow                            | The Art of Fiction 37               |
| 37 – Frühjahr 1966         | Allen Ginsberg                         | The Art of Poetry 8                 |
| 37 – Frühjahr 1966         | Blaise Cendrars                        | The Art of Fiction 38               |
| 38 – Sommer 1966           | Arthur Miller                          | The Art of Theater 2                |
| 39 – Herbst 1966           | Harold Pinter                          | The Art of Theater 3                |
| 39 – Herbst 1966           | Edward Albee                           | The Art of Theater 4                |
| 40 – Winter-Frühjahr 1967  | Jorge Luis Borges                      | The Art of Fiction 39               |
| 41 – Sommer-Herbst 1967    | Vladimir Nabokov                       | The Art of Fiction 40               |
| 42 – Winter-Frühjahr 1968  | Conrad Aiken                           | The Art of Poetry 9                 |
| 43 – Sommer 1968           | Jack Kerouac                           | The Art of Fiction 41               |
| 44 – Herbst 1968           | Robert Creeley                         | The Art of Poetry 10                |
| 44 – Herbst 1968           | Isaac Bashevis Singer                  | The Art of Fiction 42               |
| 45 – Winter 1968           | John Updike                            | The Art of Fiction 43               |
| 46 – Frühjahr 1969         | John Dos Passos                        | The Art of Fiction 44               |
| 47 – Sommer 1969           | Robert Graves                          | The Art of Poetry 11                |
| 48 – Herbst 1969           | John Steinbeck                         | The Art of Fiction 45               |
| 48 – Herbst 1969           | Elwyn Brooks White                     | The Art of the Essay 1              |
| 49 – Sommer 1970           | Charles Olson                          | The Art of Poetry 12                |
| 50 – Herbst 1970           | Giorgos Seferis                        | The Art of Poetry 13                |
| 51 – Frühjahr 1971         | Pablo Neruda                           | The Art of Poetry 14                |
| 52 – Sommer 1971           | Anne Sexton                            | The Art of Poetry 15                |
| 53 – Winter 1972           | John Berryman                          | The Art of Poetry 16                |
| 54 – Sommer 1972           | Jerzy Kosiński                         | The Art of Fiction 46               |
| 55 – Herbst 1972           | Eudora Welty                           | The Art of Fiction 47               |
| 56 – Frühjahr 1973         | Anthony Burgess                        | The Art of Fiction 48               |
| 57 – Frühjahr 1974         | Christopher Isherwood                  | The Art of Fiction 49               |
| 57 – Frühjahr 1974         | W. H. Auden                            | The Art of Poetry 17                |
| 58 – Sommer 1974           | Archibald MacLeish                     | The Art of Poetry 18                |
| 59 – Herbst 1974           | Gore Vidal                             | The Art of Fiction 50               |
| 60 – Winter 1974           | Joseph Heller                          | The Art of Fiction 51               |
| 61 – Frühjahr 1975         | Bernard Malamud                        | The Art of Fiction 52               |
| 62 – Sommer 1975           | James Wright                           | The Art of Poetry 19                |
| 63 – Herbst 1975           | John Steinbeck                         | The Art of Fiction 45 (Fortsetzung) |
| 63 – Herbst 1975           | J. P. Donleavy                         | The Art of Fiction 53               |
| 64 – Winter 1975           | Kingsley Amis                          | The Art of Fiction 59               |
| 64 – Winter 1975           | P. G. Wodehouse                        | The Art of Fiction 60               |
| 65 – Frühjahr 1976         | James Dickey                           | The Art of Poetry 20                |
| 66 – Sommer 1976           | Stanley Elkin                          | The Art of Fiction 61               |
| 67 – Herbst 1976           | John Cheever                           | The Art of Fiction 62               |
| 67 – Herbst 1976           | John Hall Wheelock                     | The Art of Poetry 21                |
| 68 – Winter 1976           | William Goyen                          | The Art of Fiction 63               |
| 69 – Frühjahr 1977         | Kurt Vonnegut                          | The Art of Fiction 64               |
| 70 – Sommer 1977           | William Gass                           | The Art of Fiction 65               |
| 71 – Herbst 1977           | Marguerite Young                       | The Art of Fiction 66               |
| 71 – Herbst 1977           | Jessamyn West                          | The Art of Fiction 67               |
| 72 – Winter 1977           | Richard Wilbur                         | The Art of Poetry 22                |
| 73 – Frühjahr-Sommer 1978  | Anthony Powell                         | The Art of Fiction 68               |
| 73 – Frühjahr-Sommer 1978  | James M. Cain                          | The Art of Fiction 69               |
| 74 – Herbst-Winter 1978    | Margaret Drabble                       | The Art of Fiction 70               |
| 74 – Herbst-Winter 1978    | Joan Didion                            | The Art of Fiction 71               |
| 74 – Herbst-Winter 1978    | Joyce Carol Oates                      | The Art of Fiction 72               |
| 75 – Frühjahr 1979         | John Gardner                           | The Art of Fiction 73               |
| 75 – Frühjahr 1979         | Irwin Shaw                             | The Art of Fiction 4 (Fortsetzung)  |
| 76 – Herbst 1979           | Jean Rhys                              | The Art of Fiction 64               |
| 76 – Herbst 1979           | David Ignatoff                         | The Art of Poetry 23                |
| 76 – Herbst 1979           | Peter Levi                             | The Art of Poetry 24                |
| 77 – Winter-Frühjahr 1980  | Stephen Spender                        | The Art of Poetry 25                |
| 78 – Sommer 1980           | Andrei Andrejewitsch Wosnessenski      | The Art of Poetry 26                |
| 79 – Frühjahr 1981         | Rebecca West                           | The Art of Fiction 65               |
| 80 – Sommer 1981           | Donald Barthelme                       | The Art of Fiction 66               |
| 80 – Sommer 1981           | Elizabeth Bishop                       | The Art of Poetry 27                |
| 81 – Herbst 1981           | Paul Bowles                            | The Art of Fiction 67               |
| 81 – Herbst 1981           | Tennessee Williams                     | The Art of Theater 5                |
| 82 – Winter 1981           | Carlos Fuentes                         | The Art of Fiction 68               |
| 82 – Winter 1981           | Gabriel García Márquez                 | The Art of Fiction 69               |
| 83 – Frühjahr 1982         | Joseph Brodsky                         | The Art of Poetry 28                |
| 83 – Frühjahr 1982         | Stanley Kunitz                         | The Art of Poetry 29                |
| 84 – Sommer 1982           | Philip Larkin                          | The Art of Poetry 30                |
| 84 – Sommer 1982           | James Merrill                          | The Art of Poetry 31                |
| 85 – Herbst 1982           | Malcolm Cowley                         | The Art of Fiction 70               |
| 85 – Herbst 1982           | William Maxwell                        | The Art of Fiction 71               |
| 86 – Winter 1982           | Erskine Caldwell                       | The Art of Fiction 62               |
| 86 – Winter 1982           | P. L. Travers                          | The Art of Fiction 63               |
| 87 – Frühjahr 1983         | Heinrich Böll                          | The Art of Fiction 74               |
| 87 – Frühjahr 1983         | Guillermo Cabrera Infante              | The Art of Fiction 75               |
| 88 – Sommer 1983           | Raymond Carver                         | The Art of Fiction 76               |
| 88 – Sommer 1983           | Nadine Gordimer                        | The Art of Fiction 77               |
| 89 – Herbst 1983           | May Sarton                             | The Art of Poetry 32                |
| 89 – Herbst 1983           | James Laughlin                         | The Art of Publishing 1 / Part 1    |
| 90 – Winter 1983           | John Ashbery                           | The Art of Poetry 33                |
| 90 – Winter 1983           | James Laughlin                         | The Art of Publishing 1 / Part 2    |
| 91 – Frühjahr 1984         | James Baldwin                          | The Art of Fiction 78               |
| 91 – Frühjahr 1984         | Elie Wiesel                            | The Art of Fiction 79               |
| 92 – Sommer 1984           | Arthur Koestler                        | The Art of Fiction 80               |
| 92 – Sommer 1984           | Milan Kundera                          | The Art of Fiction 81               |
| 92 – Sommer 1984           | Edna O’Brien                           | The Art of Fiction 82               |
| 93 – Herbst 1984           | Julio Cortázar                         | The Art of Fiction 83               |
| 93 – Herbst 1984           | Philip Roth                            | The Art of Fiction 84               |
| 93 – Herbst 1984           | Eugène Ionesco                         | The Art of Theater 6                |
| 94 – Winter 1984           | Robert Fitzgerald                      | The Art of Translation 1            |
| 94 – Winter 1984           | James Graham Ballard                   | The Art of Fiction 85               |
| 95 – Frühjahr 1985         | John Barth                             | The Art of Fiction 86               |
| 95 – Frühjahr 1985         | William Meredith                       | The Art of Poetry 34                |
| 96 – Sommer 1985           | Elizabeth Hardwick                     | The Art of Fiction 87               |
| 96 – Sommer 1985           | Rosamond Lehmann                       | The Art of Fiction 88               |
| 97 – Herbst 1985           | Thomas McGuane                         | The Art of Fiction 89               |
| 97 – Herbst 1985           | John Hollander                         | The Art of Poetry 35                |
| 98 – Winter 1985           | Leon Edel                              | The Art of Biography 1              |
| 98 – Winter 1985           | Robert Stone                           | The Art of Fiction 90               |
| 99 – Frühjahr 1986         | Alain Robbe-Grillet                    | The Art of Fiction 91               |
| 99 – Frühjahr 1986         | Karl Shapiro                           | The Art of Poetry 36                |
| 100 – Sommer-Herbst 1986   | John Hersey                            | The Art of Fiction 92               |
| 100 – Sommer-Herbst 1986   | John Irving                            | The Art of Fiction 93               |
| 101 – Winter 1986          | Derek Walcott                          | The Art of Poetry 37                |
| 101 – Winter 1986          | E. L. Doctorow                         | The Art of Fiction 94               |
| 102 – Frühjahr 1987        | W. S. Merwin                           | The Art of Poetry 38                |
| 102 – Frühjahr 1987        | Cynthia Ozick                          | The Art of Fiction 95               |
| 103 – Sommer 1987          | Francine du Plessix Gray               | The Art of Fiction 96               |
| 103 – Sommer 1987          | Walker Percy                           | The Art of Fiction 97               |
| 104 – Herbst 1987          | Anita Brookner                         | The Art of Fiction 98               |
| 104 – Herbst 1987          | Peter Taylor                           | The Art of Fiction 99               |
| 105 – Winter 1987          | Hortense Calisher                      | The Art of Fiction 100              |
| 105 – Winter 1987          | William Gaddis                         | The Art of Fiction 101              |
| 106 – Frühjahr 1988        | Doris Lessing                          | The Art of Fiction 102              |
| 106 – Frühjahr 1988        | Marguerite Yourcenar                   | The Art of Fiction 103              |
| 107 – Sommer 1988          | Philip Levine                          | The Art of Poetry 39                |
| 107 – Sommer 1988          | Jim Harrison                           | The Art of Fiction 104              |
| 108 – Herbst 1988          | Anthony Hecht                          | The Art of Poetry 40                |
| 108 – Herbst 1988          | Edmund White                           | The Art of Fiction 105              |
| 109 – Winter 1988          | Tom Stoppard                           | The Art of Theater 7                |
| 109 – Winter 1988          | John Mortimer                          | The Art of Fiction 106              |
| 110 – Frühjahr 1989        | Robertson Davies                       | The Art of Fiction 107              |
| 110 – Frühjahr 1989        | William Trevor                         | The Art of Fiction 108              |
| 111 – Sommer 1989          | John Fowles                            | The Art of Fiction 109              |
| 111 – Sommer 1989          | Athol Fugard                           | The Art of Theater 8                |
| 111 – Sommer 1989          | Elizabeth Spencer                      | The Art of Fiction 110              |
| 112 – Winter 1989          | William Kennedy                        | The Art of Fiction 111              |
| 112 – Winter 1989          | Josef Škvorecký                        | The Art of Fiction 112              |
| 113 – Winter II 1989       | Charles Wright                         | The Art of Poetry 41                |
| 113 – Winter II 1989       | Max Frisch                             | The Art of Fiction 113              |
| 113 – Winter II 1989       | Manuel Puig                            | The Art of Fiction 114              |
| 114 – Frühjahr 1990        | Nathalie Sarraute                      | The Art of Fiction 115              |
| 114 – Frühjahr 1990        | Mary Lee Settle                        | The Art of Fiction 116              |
| 115 – Sommer 1990          | Iris Murdoch                           | The Art of Fiction 117              |
| 115 – Sommer 1990          | Wallace Stegner                        | The Art of Fiction 118              |
| 116 – Herbst 1990          | Maya Angelou                           | The Art of Fiction 119              |
| 116 – Herbst 1990          | Mario Vargas Llosa                     | The Art of Fiction 120              |
| 117 – Winter 1990          | Margaret Atwood                        | The Art of Fiction 121              |
| 117 – Winter 1990          | V. S. Pritchett                        | The Art of Fiction 122              |
| 118 – Frühjahr 1991        | Tom Wolfe                              | The Art of Fiction 123              |
| 118 – Frühjahr 1991        | Harold Bloom                           | The Art of Criticism 1              |
| 119 – Sommer 1991          | Günter Grass                           | The Art of Fiction 124              |
| 119 – Sommer 1991          | Octavio Paz                            | The Art of Poetry 42                |
| 120 – Herbst 1991          | Wright Morris                          | The Art of Fiction 125              |
| 120 – Herbst 1991          | Donald Hall                            | The Art of Poetry 43                |
| 121 – Winter 1991          | Harold Brodkey                         | The Art of Fiction 126              |
| 121 – Winter 1991          | Reynolds Price                         | The Art of Fiction 127              |
| 122 – Frühjahr 1992        | Jehuda Amichai                         | The Art of Poetry 44                |
| 122 – Frühjahr 1992        | Claude Simon                           | The Art of Fiction 128              |
| 123 – Sommer 1992          | Nagib Mahfuz                           | The Art of Fiction 129              |
| 124 – Herbst 1992          | Italo Calvino                          | The Art of Fiction 130              |
| 124 – Herbst 1992          | Grace Paley                            | The Art of Fiction 131              |
| 125 – Winter 1992          | John Guare                             | The Art of Theater 9                |
| 125 – Winter 1992          | Neil Simon                             | The Art of Theater 10               |
| 126 – Frühjahr 1993        | Amy Clampitt                           | The Art of Poetry 45                |
| 126 – Frühjahr 1993        | Mark Helprin                           | The Art of Fiction 132              |
| 127 – Sommer 1993          | James Salter                           | The Art of Fiction 133              |
| 127 – Sommer 1993          | Christopher Logue                      | The Art of Poetry 66                |
| 128 – Herbst 1993          | Toni Morrison                          | The Art of Fiction 134              |
| 128 – Herbst 1993          | Don DeLillo                            | The Art of Fiction 135              |
| 129 – Winter 1993          | William Stafford                       | The Art of Poetry 67                |
| 130 – Frühjahr 1994        | W. D. Snodgrass                        | The Art of Poetry 68                |
| 130 – Frühjahr 1994        | Ken Kesey                              | The Art of Fiction 136              |
| 131 – Sommer 1994          | Alice Munro                            | The Art of Fiction 137              |
| 131 – Sommer 1994          | Yves Bonnefoy                          | The Art of Poetry 69                |
| 132 – Herbst 1994          | Louis Auchincloss                      | The Art of Fiction 138              |
| 132 – Herbst 1994          | Robert Gottlieb                        | The Art of Editing 1                |
| 133 – Winter 1994          | Chinua Achebe                          | The Art of Fiction 139              |
| 133 – Winter 1994          | Czesław Miłosz                         | The Art of Poetry 70                |
| 134 – Frühjahr 1995        | Ted Hughes                             | The Art of Poetry 71                |
| 134 – Frühjahr 1995        | Primo Levi                             | The Art of Fiction 140              |
| 135 – Sommer 1995          | Thom Gunn                              | The Art of Poetry 72                |
| 135 – Sommer 1995          | P. D. James                            | The Art of Fiction 141              |
| 135 – Sommer 1995          | Patrick O’Brian                        | The Art of Fiction 142              |
| 136 – Herbst 1995          | Woody Allen                            | The Art of Humor 1                  |
| 136 – Herbst 1995          | Garrison Keillor                       | The Art of Humor 2                  |
| 137 – Winter 1995          | Susan Sontag                           | The Art of Fiction 143              |
| 137 – Winter 1995          | George Steiner                         | The Art of Criticism 2              |
| 137 – Winter 1995          | Calvin Trillin                         | The Art of Humor 3                  |
| 138 – Frühjahr 1996        | Billy Wilder                           | The Art of Screenwriting 1          |
| 138 – Frühjahr 1996        | John Gregory Dunne                     | The Art of Screenwriting 2          |
| 138 – Frühjahr 1996        | Richard Price                          | The Art of Fiction 144              |
| 139 – Sommer 1996          | A. R. Ammons                           | The Art of Poetry 73                |
| 139 – Sommer 1996          | Camilo José Cela                       | The Art of Fiction 145              |
| 139 – Sommer 1996          | William F. Buckley, Jr.                | The Art of Fiction 146              |
| 140 – Herbst 1996          | Richard Ford                           | The Art of Fiction 147              |
| 140 – Herbst 1996          | Amos Oz                                | The Art of Fiction 148              |
| 141 – Winter 1996          | Gary Snyder                            | The Art of Poetry 74                |
| 141 – Winter 1996          | Helen Vendler                          | The Art of Criticism 3              |
| 142 – Frühjahr 1997        | David Mamet                            | The Art of Theater 11               |
| 142 – Frühjahr 1997        | Sam Shepard                            | The Art of Theater 12               |
| 142 – Frühjahr 1997        | John Simon                             | The Art of Criticism 4              |
| 142 – Frühjahr 1997        | Stephen Sondheim                       | The Art of the Musical              |
| 142 – Frühjahr 1997        | Wendy Wasserstein                      | The Art of Theater 13               |
| 143 – Sommer 1997          | Jan Morris                             | The Art of the Essay 2              |
| 143 – Sommer 1997          | John le Carré                          | The Art of Fiction 149              |
| 144 – Herbst 1997          | Seamus Heaney                          | The Art of Poetry 75                |
| 144 – Herbst 1997          | Robert Pinsky                          | The Art of Poetry 76                |
| 145 – Winter 1997          | Jeanette Winterson                     | The Art of Fiction 150              |
| 145 – Winter 1997          | Barney Rosset                          | The Art of Publishing 2             |
| 146 – Frühjahr 1998        | Martin Amis                            | The Art of Fiction 151              |
| 147 – Sommer 1998          | Russell Banks                          | The Art of Fiction 152              |
| 147 – Sommer 1998          | Ismail Kadare                          | The Art of Fiction 153              |
| 148 – Herbst 1998          | V. S. Naipaul                          | The Art of Fiction 154              |
| 148 – Herbst 1998          | Mark Strand                            | The Art of Poetry 77                |
| 149 – Winter 1998          | José Saramago                          | The Art of Fiction 155              |
| 149 – Winter 1998          | Charles Tomlinson                      | The Art of Poetry 78                |
| 150 – Frühjahr 1999        | William Styron                         | The Art of Fiction 156              |
| 150 – Frühjahr 1999        | Peter Matthiessen                      | The Art of Fiction 157              |
| 150 – Frühjahr 1999        | Ned Rorem                              | The Art of the Diary 1              |
| 151 – Sommer 1999          | Robert Fagles                          | The Art of Translation 2            |
| 151 – Sommer 1999          | Shelby Foote                           | The Art of Fiction 158              |
| 152 – Herbst 1999          | Tahar Ben Jelloun                      | The Art of Fiction 159              |
| 152 – Herbst 1999          | David McCullough                       | The Art of Biography 2              |
| 152 – Herbst 1999          | Arthur Miller                          | The Art of Theater 2 / Part 2       |
| 153 – Winter 1999          | Mavis Gallant                          | The Art of Fiction 160              |
| 153 – Winter 1999          | August Wilson                          | The Art of Theater 14               |
| 154 – Frühjahr 2000        | Robert Bly                             | The Art of Poetry 79                |
| 154 – Frühjahr 2000        | Geoffrey Hill                          | The Art of Poetry 80                |
| 154 – Frühjahr 2000        | Carolyn Kizer                          | The Art of Poetry 81                |
| 154 – Frühjahr 2000        | Derek Mahon                            | The Art of Poetry 82                |
| 155 – Sommer 2000          | T. C. Boyle                            | The Art of Fiction 161              |
| 155 – Sommer 2000          | Robert Giroux                          | The Art of Publishing 3             |
| 156 – Herbst 2000          | Gustaw Herling-Grudziński              | The Art of Fiction 162              |
| 156 – Herbst 2000          | William T. Vollmann                    | The Art of Fiction 163              |
| 156 – Herbst 2000          | Hunter S. Thompson                     | The Art of Journalism 1             |
| 157 – Winter 2000          | Beryl Bainbridge                       | The Art of Fiction 164              |
| 157 – Winter 2000          | Julian Barnes                          | The Art of Fiction 165              |
| 158 – Frühjahr-Sommer 2001 | Rick Moody                             | The Art of Fiction 166              |
| 158 – Frühjahr-Sommer 2001 | Lorrie Moore                           | The Art of Fiction 167              |
| 159 – Herbst 2001          | A. S. Byatt                            | The Art of Fiction 168              |
| 159 – Herbst 2001          | Billy Collins                          | The Art of Poetry 83                |
| 160 – Winter 2001          | Budd Schulberg                         | The Art of Fiction 169              |
| 160 – Winter 2001          | Luisa Valenzuela                       | The Art of Fiction 170              |
| 161 – Frühjahr 2002        | William Weaver                         | The Art of Translation 3            |
| 161 – Frühjahr 2002        | John Edgar Wideman                     | The Art of Fiction 171              |
| 162 – Sommer 2002          | Louis Begley                           | The Art of Fiction 172              |
| 162 – Sommer 2002          | Ian McEwan                             | The Art of Fiction 173              |
| 163 – Herbst 2002          | Guy Davenport                          | The Art of Fiction 174              |
| 163 – Herbst 2002          | J. D. McClatchy                        | The Art of Poetry 84                |
| 164 – Winter 2002–2003     | Richard Powers                         | The Art of Fiction 175              |
| 165 – Frühjahr 2003        | Jorie Graham                           | The Art of Poetry 85                |
| 166 – Sommer 2003          | Amy Hempel                             | The Art of Fiction 176              |
| 166 – Sommer 2003          | Jonathan Lethem                        | The Art of Fiction 177              |
| 167 – Herbst 2003          | Paul Auster                            | The Art of Fiction 178              |
| 167 – Herbst 2003          | Jim Crace                              | The Art of Fiction 179              |
| 168 – Winter 2003          | Andrea Barrett                         | The Art of Fiction 180              |
| 168 – Winter 2003          | Michael Frayn                          | The Art of Theater 15               |
| 169 – Frühjahr 2004        | Richard Howard                         | The Art of Poetry 86                |
| 169 – Frühjahr 2004        | Paul Muldoon                           | The Art of Poetry 87                |
| 170 – Sommer 2004          | Paula Fox                              | The Art of Fiction 181              |
| 170 – Sommer 2004          | Haruki Murakami                        | The Art of Fiction 182              |
| 171 – Herbst 2004          | Anne Carson                            | The Art of Poetry 88                |
| 171 – Herbst 2004          | Tobias Wolff                           | The Art of Fiction 183              |
| 172 – Winter 2004          | Barry Hannah                           | The Art of Fiction 184              |
| 173 – Frühjahr 2005        | Shirley Hazzard                        | The Art of Fiction 185              |
| 173 – Frühjahr 2005        | Les Murray                             | The Art of Poetry 89                |
| 173 – Frühjahr 2005        | Charles Simic                          | The Art of Poetry 90                |
| 174 – Sommer 2005          | Salman Rushdie                         | The Art of Fiction 186              |
| 175 – Herbst/Winter 2005   | Jack Gilbert                           | The Art of Poetry 91                |
| 175 – Herbst/Winter 2005   | Orhan Pamuk                            | The Art of Fiction 187              |
| 176 – Frühjahr 2006        | Joan Didion                            | The Art of Nonfiction 1             |
| 177 – Sommer 2006          | Peter Carey                            | The Art of Fiction 188              |
| 177 – Sommer 2006          | James Tate                             | The Art of Poetry 92                |
| 178 – Herbst 2006          | Stephen King                           | The Art of Fiction 189              |
| 179 – Winter 2006          | Javier Marías                          | The Art of Fiction 190              |
| 180 – Frühjahr 2007        | Harry Mathews                          | The Art of Fiction 191              |
| 180 – Frühjahr 2007        | Jorge Semprún                          | The Art of Fiction 192              |
| 181 – Sommer 2007          | Norman Mailer                          | The Art of Fiction 193              |
| 182 – Herbst 2007          | David Grossman                         | The Art of Fiction 194              |
| 182 – Herbst 2007          | August Kleinzahler                     | The Art of Poetry 93                |
| 183 – Winter 2007          | Kenzaburō Ōe                           | The Art of Fiction 195              |
| 184 – Frühjahr 2008        | Kazuo Ishiguro                         | The Art of Fiction 196              |
| 185 – Sommer 2008          | Umberto Eco                            | The Art of Fiction 197              |
| 186 – Herbst 2008          | Marilynne Robinson                     | The Art of Fiction 198              |
| 187 – Winter 2008          | Kay Ryan                               | The Art of Poetry 94                |
| 188 – Frühjahr 2009        | Annie Proulx                           | The Art of Fiction 199              |
| 188 – Frühjahr 2009        | John Banville                          | The Art of Fiction 200              |
| 189 – Sommer 2009          | Gay Talese                             | The Art of Nonfiction 2             |
| 190 – Herbst 2009          | James Ellroy                           | The Art of Fiction 201              |
| 190 – Herbst 2009          | Frederick Seidel                       | The Art of Poetry 95                |
| 191 – Winter 2009          | Ha Jin                                 | The Art of Fiction 202              |
| 191 – Winter 2009          | Mary Karr                              | The Art of Memoir 1                 |
| 192 – Frühjahr 2010        | Ray Bradbury                           | The Art of Fiction 203              |
| 192 – Frühjahr 2010        | John McPhee                            | The Art of Nonfiction 3             |
| 193 – Sommer 2010          | Robert Crumb                           | The Art of Comics 1                 |
| 193 – Sommer 2010          | David Mitchell                         | The Art of Fiction 204              |
| 194 – Herbst 2010          | Norman Rush                            | The Art of Fiction 205              |
| 194 – Herbst 2010          | Michel Houellebecq                     | The Art of Fiction 206              |
| 195 – Winter 2010          | Jonathan Franzen                       | The Art of Fiction 207              |
| 195 – Winter 2010          | Louise Erdrich                         | The Art of Fiction 208              |
| 196 – Frühjahr 2011        | Ann Beattie                            | The Art of Fiction 209              |
| 196 – Frühjahr 2011        | Janet Malcolm                          | The Art of Nonfiction 4             |
| 197 – Sommer 2011          | Samuel R. Delany                       | The Art of Fiction 210              |
| 197 – Sommer 2011          | William Gibson                         | The Art of Fiction 211              |
| 198 – Herbst 2011          | Nicholson Baker                        | The Art of Fiction 212              |
| 198 – Herbst 2011          | Dennis Cooper                          | The Art of Fiction 213              |
| 199 – Winter 2011          | Alan Hollinghurst                      | The Art of Fiction 214              |
| 199 – Winter 2011          | Jeffrey Eugenides                      | The Art of Fiction 215              |
| 200 – Frühjahr 2012        | Bret Easton Ellis                      | The Art of Fiction 216              |
| 200 – Frühjahr 2012        | Terry Southern                         | The Art of Screenwriting 3          |
| 201 – Sommer 2012          | Tony Kushner                           | The Art of Theater 16               |
| 201 – Sommer 2012          | Wallace Shawn                          | The Art of Theater 17               |
| 202 – Herbst 2012          | Roberto Calasso                        | The Art of Fiction 217              |
| 202 – Herbst 2012          | James Fenton                           | The Art of Poetry 96                |
| 203 – Winter 2012          | Susan Howe                             | The Art of Poetry 97                |
| 204 – Frühjahr 2013        | Deborah Eisenberg                      | The Art of Fiction 218              |
| 204 – Frühjahr 2013        | Mark Leyner                            | The Art of Fiction 219              |
| 205 – Sommer 2013          | Michael Holroyd                        | The Art of Biography 3              |
| 205 – Sommer 2013          | Imre Kertész                           | The Art of Fiction 220              |
| 205 – Sommer 2013          | Hermione Lee                           | The Art of Biography 4              |
| 206 – Herbst 2013          | Emmanuel Carrère                       | The Art of Nonfiction 5             |
| 206 – Herbst 2013          | Ursula K. Le Guin                      | The Art of Fiction 221              |
| 207 – Winter 2013          | Geoff Dyer                             | The Art of Nonfiction 6             |
| 207 – Winter 2013          | Edward P. Jones                        | The Art of Fiction 222              |
| 208 – Frühjahr 2014        | Matthew Weiner                         | The Art of Screenwriting 4          |
| 208 – Frühjahr 2014        | Adam Phillips                          | The Art of Nonfiction 7             |
| 209 – Sommer 2014          | Henri Cole                             | The Art of Poetry 98                |
| 209 – Sommer 2014          | Joy Williams                           | The Art of Fiction 223              |
| 210 – Herbst 2014          | Aharon Appelfeld                       | The Art of Fiction 224              |
| 210 – Herbst 2014          | Herta Müller                           | The Art of Fiction 225              |
| 210 – Herbst 2014          | Chris Ware                             | The Art of Comics 2                 |
| 211 – Winter 2014          | Vivian Gornick                         | The Art of Memoir 2                 |
| 211 – Winter 2014          | Michael Haneke                         | The Art of Screenwriting 5          |
| 212 – Frühjahr 2015        | Hilary Mantel                          | The Art of Fiction 226              |
| 212 – Frühjahr 2015        | Lydia Davis                            | The Art of Fiction 227              |
| 212 – Frühjahr 2015        | Elena Ferrante                         | The Art of Fiction 228              |
| 213 – Sommer 2015          | Richard Pevear und Larissa Volokhonsky | The Art of Translation 4            |
| 213 – Sommer 2015          | Peter Cole                             | The Art of Translation 5            |
| 214 – Herbst 2015          | Eileen Myles                           | The Art of Poetry 99                |
| 214 – Herbst 2015          | Jane Smiley                            | The Art of Fiction 229              |
| 215 – Winter 2015          | Gordon Lish                            | The Art of Editing 2                |
| 215 – Winter 2015          | Jane and Michael Stern                 | The Art of Nonfiction 8             |
| 216 – Frühjahr 2016        | Robert A. Caro                         | The Art of Biography 5              |
| 216 – Frühjahr 2016        | Luc Sante                              | The Art of Nonfiction 9             |
| 217 – Sommer 2016          | Dag Solstad                            | The Art of Fiction 230              |
| 217 – Sommer 2016          | Jay McInerney                          | The Art of Fiction 231              |
| 218 – Herbst 2016          | Ishmael Reed                           | The Art of Poetry 100               |
| 218 – Herbst 2016          | J. H. Prynne                           | The Art of Poetry 101               |
| 219 – Winter 2016          | Alasdair Gray                          | The Art of Fiction 232              |
| 219 – Winter 2016          | Claudia Rankine                        | The Art of Poetry 102               |
| 219 – Winter 2016          | Albert Murray                          | Art and Propaganda                  |
| 220 – Frühjahr 2017        | Elias Khoury                           | The Art of Fiction 233              |
| 220 – Frühjahr 2017        | Walter Mosley                          | The Art of Fiction 234              |
| 221 – Sommer 2017          | Percival Everett                       | The Art of Fiction 235              |
| 221 – Sommer 2017          | Ali Smith                              | The Art of Fiction 236              |
| 222 – Herbst 2017          | Maxine Groffsky                        | The Art of Editing 3                |
| 222 – Herbst 2017          | Dany Laferrière                        | The Art of Fiction 237              |
| 223 – Winter 2017          | Stacy Schiff                           | The Art of Biography 6              |
| 223 – Winter 2017          | Richard Holmes                         | The Art of Biography 7              |
| 224 – Frühjahr 2018        | Elena Poniatowska                      | The Art of Fiction 238              |
| 224 – Frühjahr 2018        | Charles Richard Johnson                | The Art of Fiction 239              |
| 225 – Sommer 2018          | Hilton Als                             | The Art of the Essay 3              |
| 225 – Sommer 2018          | László Krasznahorkai                   | The Art of Fiction 240              |
| 226 – Herbst 2018          | Penelope Lively                        | The Art of Fiction 241              |
| 226 – Herbst 2018          | Frederick Wiseman                      | The Art of Documentary 1            |
| 227 – Winter 2018          | Sam Lipsyte                            | The Art of Fiction 242              |
| 227 – Winter 2018          | Pat Barker                             | The Art of Fiction 243              |
| 228 – Frühjahr 2019        | Carl Phillips                          | The Art of Poetry 103               |
| 228 – Frühjahr 2019        | Lawrence Ferlinghetti                  | The Art of Poetry 104               |
| 229 – Sommer 2019          | Frank Bidart                           | The Art of Poetry 105               |
| 229 – Sommer 2019          | Lewis Lapham                           | The Art of Editing 4                |
| 230 – Herbst 2019          | Michael Hofmann                        | The Art of Translation 6            |
| 230 – Herbst 2019          | Alice McDermott                        | The Art of Fiction 244              |
| 231 – Winter 2019          | Rae Armantrout                         | The Art of Poetry 106               |
| 231 – Winter 2019          | George Saunders                        | The Art of Fiction 245              |
| 232 – Frühjahr 2020        | Rachel Cusk                            | The Art of Fiction 246              |
| 232 – Frühjahr 2020        | Nathaniel Mackey                       | The Art of Poetry 107               |